# Magnolia singapurensis
Magnolia singapurensis là một loài thực vật có hoa trong họ Magnoliaceae. Loài này được (Ridl.) H.Keng mô tả khoa học đầu tiên năm 1978.